# Platypleura
Platypleura — род певчих цикад, широко распространён в Африке и южной Азии. Часть видов, обитающих в Южной Африке обладают эндотермической терморегуляцией. 

## Список видов
- Platypleura affinis
- Platypleura afzelii Stål, 1854
- Platypleura albigera Walker 1850 — Западно-Капская провинция, Восточно-Капская провинция
- Platypleura albivannata Hayashi, 1974 — Япония
- Platypleura andamana Distant, 1878 — Андаманские острова
- Platypleura arabica Myers — ОАЭ[1]
- Platypleura argentata Villet, 1987 — Квазулу-Натал, ЮАР
- Platypleura arminops (Noualhier 1896) — Таиланд[2]
- Platypleura assamensis Atkinson, 1884 — Джалпайгури
- Platypleura auropilosa (Kato 1940) — Таиланд[2]
- Platypleura basimacula Walker 1850 — Квазулу-Натал, Мпумаланга, Лимпопо, Северо-Западная провинция (ЮАР), Фри-Стейт, Мозамбик, Зимбабве
- Platypleura basi-viridis — Индия[3]
- Platypleura bettoni Distant, 1904
- Platypleura bombifrons Karsch 1890 — Мпумаланга, Лимпопо, Зимбабве
- Platypleura brevis Walker, 1850 — Квазулу-Натал, Мпумаланга, Лимпопо, Ботсвана, Зимбабве, Малави
- Platypleura brunea Villet, 1989a — Восточно-Капская провинция, ЮАР
- Platypleura canescens Walker, 1870 — Восточный Тимор
- Platypleura capensis (Linnaeus, 1764) — Западно-Капская провинция и Восточно-Капская провинция, ЮАР, на Metalasia muricata, Brachylaena discolor
- Platypleura capitata Olivier, 1790
- Platypleura centralis Distant, 1897
- Platypleura cercophora H.A. Thomsen, 1983
- Platypleura chalybaea Villet, 1989a — Восточно-Капская провинция, ЮАР, на Euphorbia triangularis
- Platypleura ciliaris Linnaeus, 1758
- Platypleura clara Amyot & Serville, 1843
- Platypleura daempferi Fabricius
- Platypleura deusta (Thunberg, 1822) — Мпумаланга, Квазулу-Натал и Лесото, ЮАР, на Leucosidea sericea, Cliffortia
- Platypleura divisa (Germar, 1834) — Гаутенг, Мпумаланга, Квазулу-Натал и Восточно-Капская провинция, ЮАР, на Maytenus heterophylla
- Platypleura fenestrata Uhler 1862a[4]
- Platypleura fulvigera (Walker, 1850)
- Platypleura gowdeyi Distant, 1914 — ЮАР на Акация gerrardii
- Platypleura haglundi Stål, 1866 — Северо-Западная провинция (ЮАР), Фри-Стейт, Лимпопо, Гаутенг, Мпумаланга и Квазулу-Натал, Зимбабве, Южная Африка на Acacia karroo, акациях, Dichrostachys cinerea
- Platypleura hilpa (Walker, 1850)
- Platypleura hirta Karsch, 1890 — Лимпопо, Гаутенг и Мпумаланга
- Platypleura hirtipennis (Germar, 1834)- Восточно-Капская провинция, ЮАР на Акация karroo
- Platypleura infundibuliformis B.S.C. Leadbeater & H.A. Thomsen, 2000[5] — Каттегат, Балтийское море
- Platypleura kaempferi (Fabricius) — Япония
- Platypleura kceupferi
- Platypleura kuroiwae Matsumura, 1917 — Япония
- Platypleura laticlavia Stål, 1858 — Северо-Западная провинция (ЮАР), Лимпопо, Северо-Капская провинция, Ботсвана, Намибия
- Platypleura limbata
- Platypleura lindiana Distant, 1905
- Platypleura lyricen Kirkaldy
- Platypleura machadoi Boulard 1972[4]
- Platypleura marshalli Distant, 1897
- Platypleura maytenophila Villet, 1987 — Квазулу-Натал, ЮАР на Maytenus heterophylla
- Platypleura mijburghi Villet, 1989a — Гаутенг, Мпумаланга and Лимпопо, ЮАР на Maytenus heterophylla

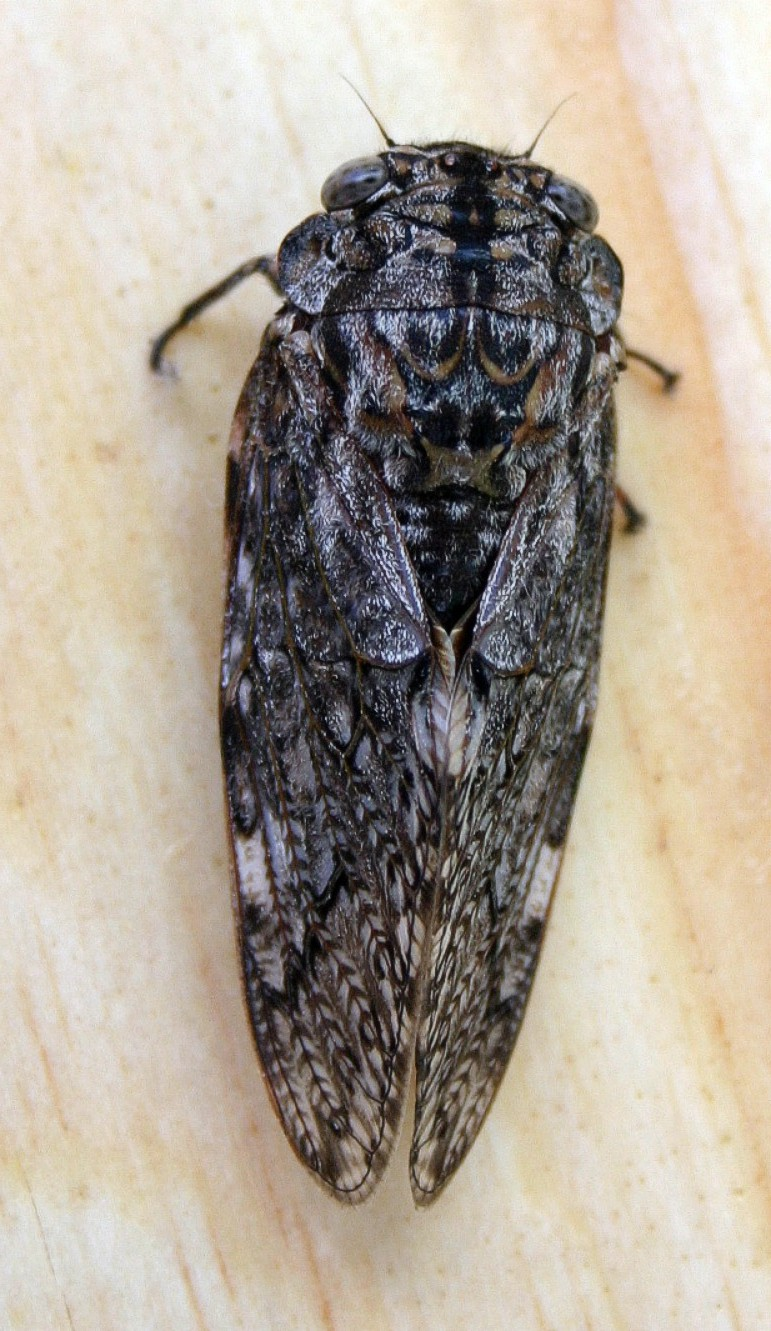
Platypleura mijburghi

- Platypleura mira (Distant 1904) — Таиланд[2]
- Platypleura miyakona Matsumura, 1917 — Япония
- Platypleura murchisoni Distant, 1905e — Мпумаланга
- Platypleura nigrolinea De Geer, 1773 = P. stridula
- Platypleura nobilis Germar, 1830 — Таиланд[2]
- Platypleura octoguttata Fabricius
- Platypleura perforata H.A. Thomsen
- Platypleura plumosa (Germar, 1834) — Восточно-Капская провинция, ЮАР на Acacia karroo
- Platypleura poeyl (Guér.)
- Platypleura punctigera Walker 1850 — Квазулу-Натал, Восточно-Капская провинция
- Platypleura quadraticollis Butler 1874 — Мпумаланга, Лимпопо, Ботсвана, Зимбабве
- Platypleura rutherfordi Distant, 1883
- Platypleura signifera Walker, 1850 — Восточно-Капская провинция
- Platypleura sobrina Stål, 1866
- Platypleura stridula (Linnaeus, 1758) — Западно-Капская провинция, ЮАР на иве
- Platypleura sylvia Distant 1899 — Мпумаланга
- Platypleura techowi — Северо-Капская провинция, Фри-Стейт, Северо-Западная провинция (ЮАР), Лимпопо and Мпумаланга
- Platypleura turneri Boulard, 1975a — Западно-Капская провинция
- Platypleura wahlbergi Stål, 1855 — Восточно-Капская провинция и Квазулу-Натал, ЮАР на Acacia karroo
- Platypleura watsoni (Distant 1897) — Таиланд
- Platypleura westwoodi Stål, 1863
- Platypleura yayeyamana Matsumara,1917 — Япония[6]
- Platypleura zuluensis Villet 1987 — Восточно-Капская провинция, Западно-Капская провинция, Квазулу-Натал